# クドウナオヤ

## 略歴
秋田県八峰町生まれ。秋田県立能代高等学校卒業。千葉大学工学部デザイン学科卒業。2012年、電通入社。

## 人物
秋田の田舎の公務員一家に生まれる。大学では工業デザインを専攻。
電通入社後、デジタルマーケティングやストラテジー領域を経て現在のクリエイティブ職へ。
話題となったテレビCMやデジタルキャンペーンを数多く手がけ、国内外で数々の賞を受賞。
2019年、孫の服を着て一夜にしてインスタグラマーとなった秋田の老人「シルバーテツヤ」の”生みの孫”としても知られる。